# Profvoetballer van het Jaar 1999
Het gala van de Belgische verkiezing Profvoetballer van het Jaar 1999 werd georganiseerd op 10 mei 1999 in het casino in Knokke. De Guineeër Souleymane Oulare werd door zijn collega's als winnaar uitgeroepen. Vedran Runje werd uitgeroepen tot Keeper van het Jaar en Walter Baseggio tot Jonge Profvoetballer van het Jaar. Frans Van Den Wijngaert werd voor de derde en laatste keer Scheidsrechter van het Jaar. Aimé Anthuenis werd verkozen tot Trainer van het Jaar en Pär Zetterberg mocht voor de tweede keer op rij de Fair-Playprijs in ontvangst nemen.

## Winnaars
Racing Genk stond zo'n 10 jaar na de fusie van KFC Winterslag en Waterschei SV Thor op het punt zijn eerste landstitel binnen te halen. Dat de Profvoetballer van het Jaar uit het kamp van de Limburgers kwam, was dan ook geen verrassing. Dat de Guineeër Souleymane Oulare het haalde voor zijn spitsbroeder Branko Strupar wel. Strupar kaapte een half jaar eerder immers de Gouden Schoen weg voor de neus van Oulare. Oulare was zelf niet aanwezig, waardoor zijn trofee in ontvangst werd genomen door zijn ploegmaat en aanvoerder Domenico Olivieri. Aimé Anthuenis, die een dag eerder met zijn team nog zwaar onderuit ging tegen Anderlecht (2-5), werd verkozen tot beste trainer. Zes dagen later zou hij met Genk kampioen worden.
RSC Anderlecht had een slechte seizoensstart, maar wist zich toch weer in de top drie te knokken. Dat was te danken aan onder meer de ontbolstering van jongeren als Walter Baseggio. Hij werd verkozen tot Jonge Profvoetballer van het Jaar, zijn aanvoerder Pär Zetterberg kreeg opnieuw de Fair-Play-Prijs.
De Kroaat Vedran Runje mocht zich in de topper tegen Anderlecht weliswaar zes keer omdraaien, maar hij was in het seizoen 1998/99 een van de sterkhouders bij Standard Luik. De Rouches leken eindelijk een opvolger voor Gilbert Bodart te hebben gevonden. De net geen 50 jaar oude Frans Van Den Wijngaert volgde zichzelf op en werd voor de derde keer verkozen tot beste arbiter.

## Uitslag

### Profvoetballer van het Jaar
| Nr. | Land                               | Winnaar           | Club        |
| --- | ---------------------------------- | ----------------- | ----------- |
| 1.  | Vlag van Guinee                    | Souleymane Oulare | Racing Genk |
| 2.  | Vlag van Kroatië · Vlag van België | Branko Strupar    | Racing Genk |
| 3.  | Vlag van Tsjechië                  | Jan Koller        | KSC Lokeren |

### Keeper van het Jaar
| Nr. | Land             | Winnaar          | Club          |
| --- | ---------------- | ---------------- | ------------- |
| 1.  | Vlag van Kroatië | Vedran Runje     | Standard Luik |
| 2.  | Vlag van België  | Geert De Vlieger | KRC Harelbeke |
| 3.  | Vlag van België  | Erwin Lemmens    | KSK Beveren   |

### Trainer van het Jaar
| Nr. | Land            | Winnaar        | Club                |
| --- | --------------- | -------------- | ------------------- |
| 1.  | Vlag van België | Aimé Anthuenis | Racing Genk         |
| 2.  | Vlag van België | Walter Meeuws  | Lierse SK           |
| 3.  | Vlag van België | Hugo Broos     | Excelsior Moeskroen |

### Jonge Profvoetballer van het Jaar
| Nr. | Land                              | Winnaar         | Club           |
| --- | --------------------------------- | --------------- | -------------- |
| 1.  | Vlag van België · Vlag van Italië | Walter Baseggio | RSC Anderlecht |
| 2.  | Vlag van België                   | Jurgen Cavens   | Lierse SK      |
| 3.  | Vlag van België                   | Filip Daems     | Lierse SK      |

### Scheidsrechter van het Jaar
| Nr. | Land            | Winnaar                 |
| --- | --------------- | ----------------------- |
| 1.  | Vlag van België | Frans Van Den Wijngaert |
| 2.  | Vlag van België | Frank De Bleeckere      |
| 3.  | Vlag van België | Marcel Javaux           |

### Fair-Playprijs
| Nr. | Land            | Winnaar          | Club           |
| --- | --------------- | ---------------- | -------------- |
| 1.  | Vlag van Zweden | Pär Zetterberg   | RSC Anderlecht |
| 2.  | Vlag van België | Rudy Janssens    | KVC Westerlo   |
| 3.  | Vlag van België | Geert De Vlieger | KRC Harelbeke  |